# Raphaël Arnault
Raphaël Arnault   (Lió, 8 de gener de 1995) és un polític francès de La França Insubmisa que va ser elegit membre de l'Assemblea Nacional per la 1a circumscripció de Valclusa a les eleccions legislatives de 2024. El 2018 va fundar l'organització antifeixista Jeune Garde antifasciste, i n'és portaveu.

## Trajectòria
Arnault va néixer a l'Hôpital de la Croix-Rousse de Lió. Es va implicar per primera vegada en política a causa de les protestes del 2016 contra la llei El Khomri sobre relacions laborals. Es va unir al Nou Partit Anticapitalista i va ser el seu candidat a la 2a circumscripció del Roine a les eleccions legislatives de 2022.
El 6 de maig de 2024 va ser citat per la policia sense arribar a ser processat arran d'un comunicat de premsa del 7 d'octubre de 2023 en què descrivia Hamàs com un moviment de resistència: «Avui, la resistència palestina ha llançat una ofensiva sense precedents sobre l'estat colonial israelià».